# Thame Abbey
Thame Abbey (Tama) ist eine ehemalige Zisterzienserabtei rund 2,5 km südsüdöstlich von Thame in Oxfordshire in England.

## Geschichte
Das Kloster wurde 1138 von Robert le Gait in Otley in der Pfarrei Oddington in Oxfordshire gestiftet und um 1140 von Bischof Alexander von Lincoln nach Thame verlegt. Es war ein Tochterkloster von Waverley Abbey und gehörte damit der Filiation von Cîteaux an. Die Kirche wurde 1145 geweiht und das Presbyterium wurde im frühen 13. Jahrhundert umgebaut. König Heinrich III. stiftete 1232 das Chorgestühl. 1281 entsandte das Kloster den Gründungskonvent für Rewley Abbey. 1526 galt die Klosterdisziplin als niedrig. Im Jahr 1535 wurde das jährliche Einkommen des Klosters mit 256 Pfund bewertet. Die schon 1525 teilweise ruinösen Klostergebäude wurden nach der Auflösung der Abtei 1539 um das Jahr 1561 großenteils abgebrochen. Nach der Auflösung kam das Kloster an John Williams (später Lord Williams) und Robert Lee und 20 Jahre später an die Familie Wenman. Das große klassizistische Haus Thame Park wurde 1745 für William Wenman errichtet, wahrscheinlich von Francis Smith. Die Anlage ist nicht öffentlich zugänglich und wurde seit 1984 bewohnt von Robin Gibb von den Bee Gees. Heute wohnt seine Witwe Dwina in dem Gebäude.

## Bauten und Anlage
Die abgegangene Kirche war rund 50 m lang. Von der Klausur sind zwei parallele Flügel erhalten geblieben, der eine hauptsächlich aus dem 13. Jahrhundert, der andere, das Abtshaus, wurde im Wesentlichen gegen 1535 für den letzten Abt Robert King errichtet. Erhalten ist auch die Torkapelle.